# Glaciar salino

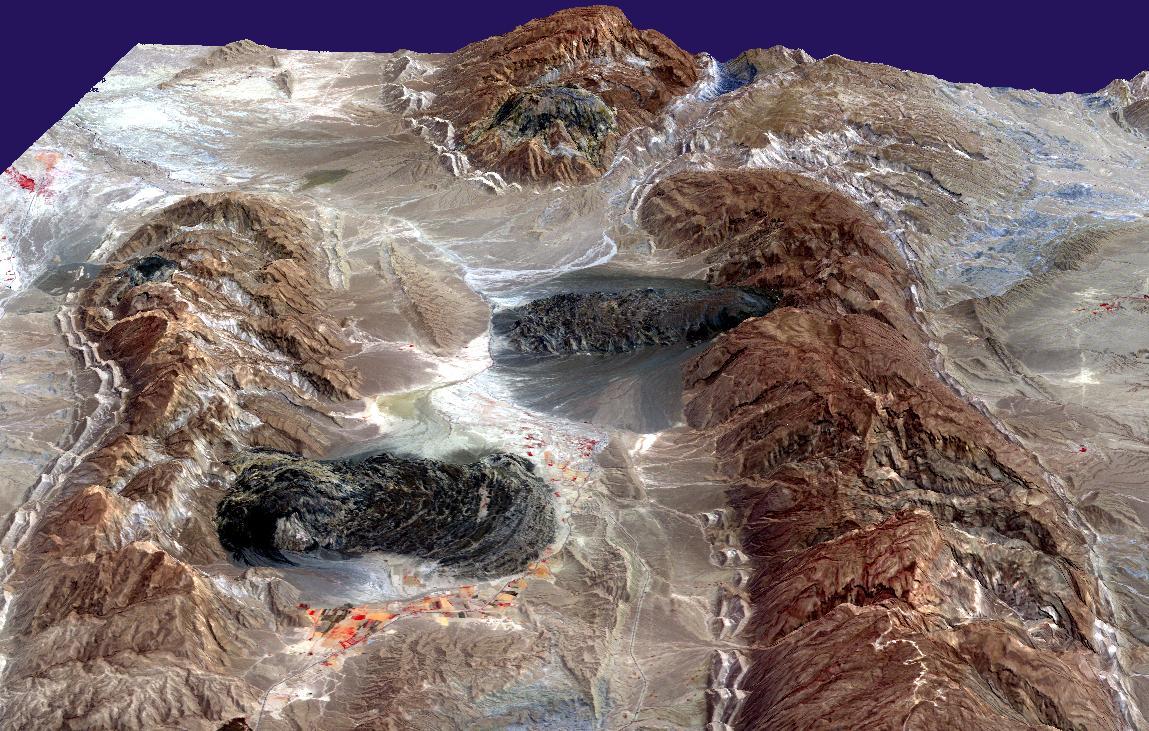
Domos salinos (colinas) y glaciares salinos (zonas oscuras) en los montes Zagros del sur de Irán.

Un glaciar salino es un flujo de sal (normalmente halita) que se crea cuando un diapiro ascendente en un domo salino rompe la superficie. La gravedad causa que la sal fluya, como un típico glaciar de hielo, por los valles adyacentes.
La mayor parte de estos flujos ocurren en invierno, cuando la sal está húmeda, dado que la fuerza de la sal, depende críticamente de su contenido en agua.
Las formas resultantes, que tienen forma de lenguas, pueden extenderse varios kilómetros. Estos flujos pueden acarrear también arcillas, que los vuelven oscuros.

## Montes Zagros
En el sur de Irán (Montes Zagros) existe una afloración salina en la que chocan dos placa tectónicas; por un lado la placa euroasiática y por otro lado la árabe. La afloración produce que la gravedad haga que la sal fluya entre los valles de los montes de forma muy similar a los glaciares. El resultado es una especie de lenguas de 5 kilómetros de longitud; la sal de estas afloraciones fluye en invierno que es cuando es más fluida.